# Muhammed IX de Granada
Muhammed IX de Granada (1396-1454) fue un soberano nazarí de Granada que reinó entre 1419-1427, 1429-1431, 1432-1445 y 1447-1454. Fue conocido con el apodo de «el zurdo» (al-Aysar).

## Familia
Muhammed V había tenido dos hijos: el sultán Yusuf II y Nasr, padre de Muhámmed IX. Sus primos fueron los sultanes Muhámmed VII y Yusuf III, padre de Muhammed VIII y que fue destronado por Muhammed IX.

## Reinados
Ocupó el trono en cuatro ocasiones, alternándose en forma violenta con otros pretendientes. Su llegada al trono tuvo lugar por el apoyo de los Abencerrajes, dirigidos por Yúsuf ibn Sarraŷ y opuestos a Muhammed VIII. Tras ocho años de reinado, fue destronado por las protestas derivadas de la crisis económica que atravesaba el reino. En ese momento regresó al poder Muhammed VIII, y Muhammed IX tuvo que exiliarse en Túnez. Sin embargo, todavía contaba con el apoyo de la familia de los Abencerrajes. Así, pudo regresar en 1429 y sitiar al sultán en Granada. Finalmente, Muhammed VIII capituló en 1430, fue encerrado en Salobreña y fue ejecutado en 1431.
Las continuas luchas entre familias nobles debilitaban el reino, ya de por sí castigado con las incursiones castellanas que se realizaban desde Antequera, perdida en 1410. Los Abencerrajes habían tomado el control apoyando a Muhammed IX, pero los Benegas, liderados por Ridwan Bannigas, también quisieron alcanzar el poder y por ello ofrecieron a Yúsuf ibn al-Mawl, nieto de Muhammed VI, hacerse con el sultanato, aprovechando que los nietos de Yusuf II eran todavía demasiado jóvenes.
Los Benegas buscaron el apoyo del rey Juan II, quien había reclutado un ejército para una nueva incursión en dirección a Granada. Yúsuf se unió a Juan II reiterándole su demanda de protección y su oferta de vasallaje, a cambio de ser Sultán de Granada.
El 1 de julio de 1431 se produce la “Batalla de La Higueruela”, Juan II no salió contento con el resultado y volvió a Córdoba. Pero cuando se conoció la noticia en Granada, muchos enemigos de Muhámmed IX y del partido abencerraje decidieron apoyar a Yusuf y abandonaron la capital con él. La rebelión estalló pronto en la capital y Muhammed IX no se sintió con fuerzas para dominar la situación, por lo que decidió ir a la ciudad de Málaga con el hijo de Muhammed VIII, el futuro Muhammed X. Yúsuf fue proclamado sultán el 1 de enero de 1432.
Sin embargo, el tratado firmado con Castilla, por el que tendría que pagar una importante suma (veinte mil doblas de oro) y liberar a los cristianos prisioneros, así como prohibir las conversiones al islam de cristianos, fue visto como humillante y levantó la protesta de los alfaquíes. Muhammed IX regresó aclamado como libertador y Yusuf IV fue ejecutado.
Muhammed IX tuvo que hacer frente a los ataques cristianos desde 1432, que culminaron con la conquista de Huelma (1438). Así, los problemas económicos y los desastres militares llevaron al sultán a solicitar una tregua, que se obtuvo en 1439.
La guerra civil entre los clanes rivales no se detuvo y en 1445 Muhammed IX tuvo que combatir contra su sobrino, quien había servido como lugarteniente de las tropas de su tío, Yusuf V, también nieto de Yusuf II por su padre Ahmad. Fue su sobrino quien se adueñó de Granada en 1445 obligando a su tío a huir a Málaga, donde abdicó.
Tras el breve gobierno de Yusuf V (1445-1446) y de su sobrino Muhammed X (1445/1446-1447), Muhammed IX destronó a su sobrino y tomó el poder una vez más. Recuperado el trono en 1447, Muhammed IX emprendió la guerra contra Castilla recuperando algunas plazas perdidas y obteniendo una gran victoria en 1448. Pero a partir de 1450 su suerte cambió y la derrota de sus tropas en la batalla de Los Alporchones en 1452 le llevó a firmar una tregua con Castilla.
Falleció de causas naturales, dejando como heredero a su sobrino Muhammed XI.